# Taweret
În mitologia egipteană, Taweret (scris și Taurt, Tuat sau Taouris, și în greacă  Θουέρις, Thouéris sau Toeris) este zeița nașterii, protectoare a fertilității. Numele Taweret (Tȝ-WRT) înseamnă „cea care este mare” sau pur și simplu, „mare este”, o adresă de pacificare comună zeităților periculoase. Este, de obicei, descrisă ca un hipopotam biped de sex feminin cu atribute feline, sâni umani lăsați, și partea din spate a unui crocodil de Nil. 
Ea poartă de obicei epitetele „Cea care elimină apa”, „Doamna apei pure” și „Doamna nașterii și Casei”.

## Mitologie

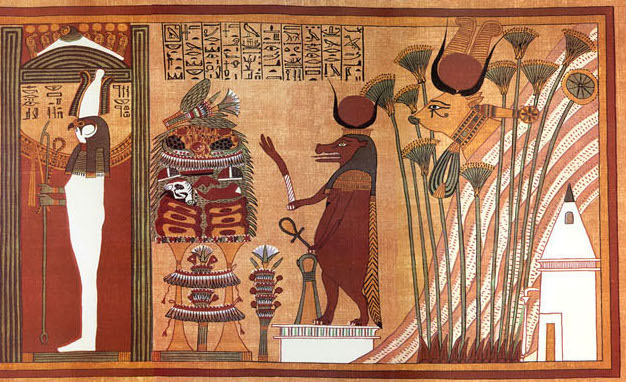
Taweret în Papirusul lui Ani, circa 1275 î.Hr.

Taweret apare în unele versiuni ale unui mit popular și răspândit în care Ochiul lui Ra se supără pe tatăl ei și se retrage în Nubia sub forma unei leoaice. La eventuala întoarcere a Ochiului lui Ra în Egipt, ea ia forma unui hipopotam (probabil Taweret) și, în consecință, aduce inundația Nilului. Acest mit demonstrează funcția principală a lui Taweret ca zeiță a fertilității și întineririi. Unii cercetători sunt de părere că rolul ei în inundarea Nilului este unul dintre motivele pentru care a primit epitetul de „Stăpâna apelor pure”. Cu toate acestea, rolul ei similar în întinerirea morților nu poate fi de asemenea trecut cu vederea în ceea ce privește acest epitet - așa cum ea a oferit viață celor vii prin nașterea fizică și prin inundație, ea a curățat și purificat și morții pentru ca aceștia să poată trece în siguranță în viața de apoi.
Atunci când își asumau un rol protector, zeițe puternice precum Isis, Hathor și Mut luau forma lui Taweret, devenind o manifestare a acestei zeițe. De asemenea, Taweret a absorbit treptat calitățile acestor zeițe și este frecvent văzută purtând discul solar Hathoric, care este asociat iconografic atât cu Hathor, cât și cu Isis.
În faimoasa Stela Metternich, Isis îi spune lui Horus că a fost crescut de o „scroafă și de un pitic”, referindu-se aproape sigur la Taweret și, respectiv, la colegul ei, zeul Bes. Deși datarea acestei stela este relativ târzie, rolul central al lui Taweret în creșterea cu succes a copiilor este încă o dată subliniat. Ea este, de asemenea, menționată în notele lui Plutarh despre mitul central al lui Isis și Osiris. Ea s-a alăturat forțelor ordinii și l-a ajutat pe Horus să îl învingă pe Seth.

## Reprezentare
| X1 | G1 | G36 · D21 | X1 | I12 |

| X1 | G1 | G36 · D21 | X1 | I12 |

Taweret prezintă atât aspectele fizice ale unei zeițe a fertilității, cât și ale unei zeități protectoare de temut. Ea ia forma unui hipopotam femelă, o creatură extrem de mortală. De asemenea, ea este adesea văzută cu trăsături ale altor creaturi prădătoare, cele mai importante fiind coada unui crocodil de Nil și labele unei leoaice. Aceste trăsături sunt direct paralele cu cele ale altor zeități feroce și protectoare din Egiptul antic, mai ales ale zeului crocodil Sobek și ale zeiței leoaice Sekhmet. Aceste divinități teriomorfe violente preiau unele dintre aspectele animalelor pe care le reprezintă - atât în beneficiul, cât și în detrimentul oamenilor. 
Forma prădătoare a lui Taweret îi permite să îndepărteze răul de cei nevinovați. De asemenea, aspectele hrănitoare ale lui Taweret sunt, de asemenea, întărite în iconografia sa, deoarece este frecvent înfățișată cu burtă de gravidă și cu sâni umani pendulanți. Acești sâni sunt împărtășiți de zeul inundațiilor de pe Nil, Hapi, și semnifică puteri regenerative. Forma fluvială a lui Taweret îi permite să participe la ceea ce revigorează anual Valea Nilului: inundația personificată de Hapi. 
Ea este văzută frecvent ținând în mână semnul hieroglific sa, care înseamnă literalmente „protecție”.

## Cultul lui Taweret

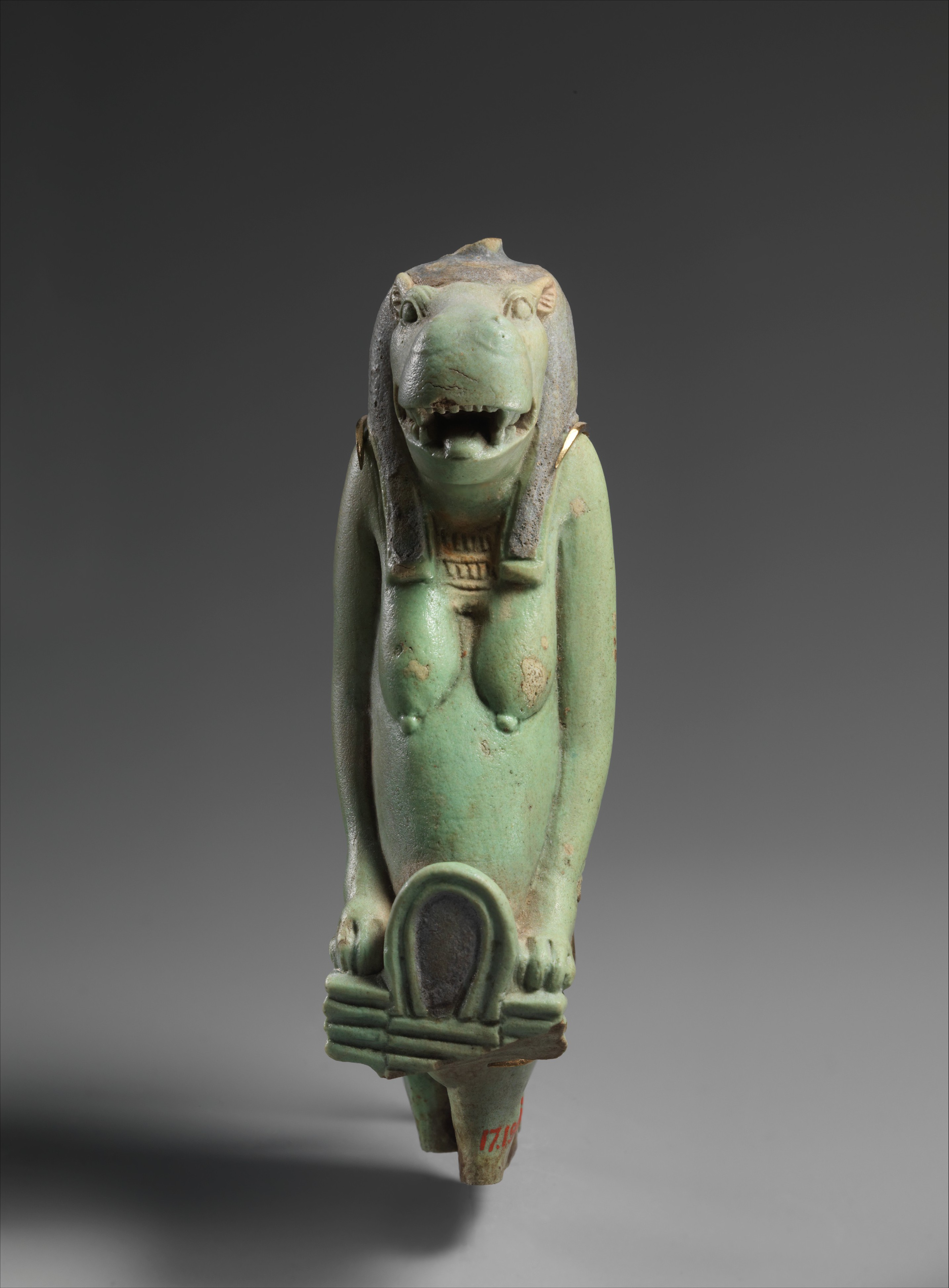
Amulete Taweret (664–332 î.Hr.)
Metropolitan Museum of Art</br>

Dovezile arheologice demonstrează că hipopotamii locuiau pe Nil cu mult înainte de zorii perioadei dinastice timpurii (înainte de anul 3000 î.Hr.). Comportamentul violent și agresiv al acestor creaturi i-a intrigat pe oamenii care locuiau în regiune, determinându-i pe vechii egipteni atât să îi persecute, cât și să îi venereze. Încă de la o dată foarte timpurie, masculii au fost considerați ca fiind manifestări ale haosului; în consecință, erau învinși în campaniile regale de vânătoare, menite să demonstreze puterea divină a regelui. Cu toate acestea, femelele erau venerate ca manifestări ale zeităților apotropaice, deoarece își protejează cu strășnicie puii de orice pericol. Amulete protectoare purtând chipul femelelor hipopotam au fost descoperite încă din perioada predinastică (c. 3000-2686 î.Hr.). Tradiția confecționării și purtării acestor amulete a continuat de-a lungul istoriei Egiptului până în Regatul Ptolemeic și în perioada romană (c. 332 î.Hr. - 390 d.Hr.).
Din punct de vedere ideologic, Taweret a fost strâns legată de (și adesea nu se poate distinge de) alte câteva zeițe hipopotamice protectoare: Ipet, Reret și Hedjet. Unii cercetători chiar interpretează aceste zeițe ca fiind aspecte ale aceleiași zeități, având în vedere rolul lor universal comun de zeițe protectoare ale gospodăriei. Celelalte zeițe hipopotam au nume care poartă semnificații foarte specifice, la fel ca Taweret (al cărei nume este format ca o adresare pacificatoare menită să calmeze ferocitatea zeiței): Numele lui Ipet („Sora”) demonstrează legătura ei cu nașterea, creșterea copiilor și îngrijirea în general, iar numele lui Reret („Scroafa”) derivă din clasificarea egipteană a hipopotamilor ca fiind porci de apă. Cu toate acestea, originea numelui lui Hedjet („cea Albă”) nu este la fel de clară. Dovezi ale cultului zeițelor hipopotamilor există încă din timpul Vechiului Regat (c. 2686 - 2181 î.Hr.) în corpul de texte funerare egiptene antice intitulat Textele Piramidelor. În calitate de zeități materne, aceste zeițe au servit la hrănirea și protejarea poporului egiptean.